# Candido Manca
Candido Manca (Dolianova, 31 gennaio 1907 – Roma, 24 marzo 1944) è stato un militare italiano, Brigadiere dell'Arma dei Carabinieri decorato con la medaglia d'oro al valor militare alla memoria. Durante la seconda guerra mondiale ha preso parte al Fronte clandestino di resistenza dei carabinieri, noto anche con il nome di Banda Caruso. Fu catturato dai tedeschi e ucciso nell'eccidio delle Fosse Ardeatine.

## Biografia
Il Brigadiere Candido Manca nacque a Dolianova (CA) il 31 gennaio 1907 da Annibale e Francesca Zucca. Ancora studente, si arruolò diciottenne nella Legione Allievi Carabinieri di Roma, conseguendo la nomina a Carabiniere il 15 maggio del 1926 e venendo destinato alla Legione territoriale di Roma, ove prestò servizio prima presso il II Battaglione, quindi nella sede di San Lorenzo in Lucina fino alla fine del 1928, quando fu posto in congedo per fine ferma. Dopo aver conseguito il diploma di Ragioneria ed essere stato assunto dal Ministero dei Lavori pubblici, fu richiamato in servizio dall'ottobre 1935 all'ottobre 1936 e dal settembre all'ottobre del 1939 nella Legione di Roma.
Promosso Vice Brigadiere nel febbraio 1940, nel maggio successivo riprese servizio ancora nella Legione di Roma ottenendovi, il 31 gennaio 1943, la promozione a Brigadiere.
L'8 settembre era effettivo alla Compagnia Squadre Reali e Presidenziali. Scampato con grave rischio alla deportazione dei Carabinieri da Roma, riuniva una trentina di militari sbandati e con essi aderiva al Fronte clandestino di resistenza dei carabinieri Reali.
Egli si pose spontaneamente alle dipendenze del Tenente Romeo Rodriguez Pereira, procurando utili notizie di carattere militare grazie a ricognizioni eseguite spesso nelle immediate retrovie nemiche. Il suo nome era tra gli organizzati molto popolare e l'ascendente che egli esercitava era tale che tutti lo avrebbero seguito nelle azioni più rischiose.
Il 10 dicembre 1943 fu catturato dalla Gestapo, assieme ai Tenenti Rodriguez e Fontana, in via della Mercede nello studio di un sostenitore della Resistenza, ove doveva ritirare dei fondi per il sostentamento dei patrioti favore degli Alleati. Fu sottoposto a feroci torture e sedizie, ma non rivelò mai informazioni riguardanti l'organizzazione clandestina dei Carabinieri. Nonostante la triste situazione, si preoccupò sempre di far giungere all'esterno bigliettini autografi utili ad allertare gli altri associati circa le intenzioni dei repressori.
Il 24 marzo fu fucilato alle Fosse Ardeatine perché come l'Eroe stesso vergò durante la detenzione: "Non ho commesso alcun reato... salvo che sia reato mantenere un Giuramento sacro ed amare la Patria; in tal caso sono assai colpevole e lieto di esserlo".
Al giovane Brigadiere fu concessa la Medaglia d'Oro al Valor Militare "alla memoria".

## Riconoscimenti
- Intitolazione del 161º Corso Allievi Carabinieri Ausiliari di Torino
- Intitolazione della caserma sede della Compagnia di Dolianova (CA)